# Iglesia de Santa María la Coronada (Medina Sidonia)
La iglesia de Santa María La Coronada es un templo católico de la localidad española de Medina Sidonia, en la provincia de Cádiz. De estilo gótico, fue construida entre la primera mitad del siglo XVI y el primer tercio del siglo XVII. Está considerada bien de interés cultural (BIC).

## Construcción
Su construcción debió iniciarse en 1518 a instancias de don Juan Alonso Pérez de Guzmán, VI duque de Medina Sidonia, acabándose en 1615 en tiempos de don Alonso Pérez de Guzmán el Bueno, el VII duque.
A excepción del claustro, que parece anterior por su estilo gótico mudéjar, el resto del templo se ubica sobre el solar de otra antigua iglesia, probablemente de estilo mudéjar, que a su vez se asentaría sobre el espacio dejado por la primitiva mezquita mayor de la ciudad musulmana, aunque de ninguna de ellas se han encontrado hallazgos.
El templo comienza a levantarse por los pies, como la catedral de Sevilla, referente para todas las iglesias tardogóticas que se construyen luego en la provincia de Cádiz. 
Tiene el título de Iglesia Mayor y Matriz por Real Cédula de Carlos III de 6 de marzo de 1788, siendo consagrada por fray Domingo de Silos Moreno, obispo de Cádiz, el 14 de octubre de 1827. Fue declarada Monumento Histórico-Artístico Nacional el 3 de junio de 1931.

## Descripción

### Exterior

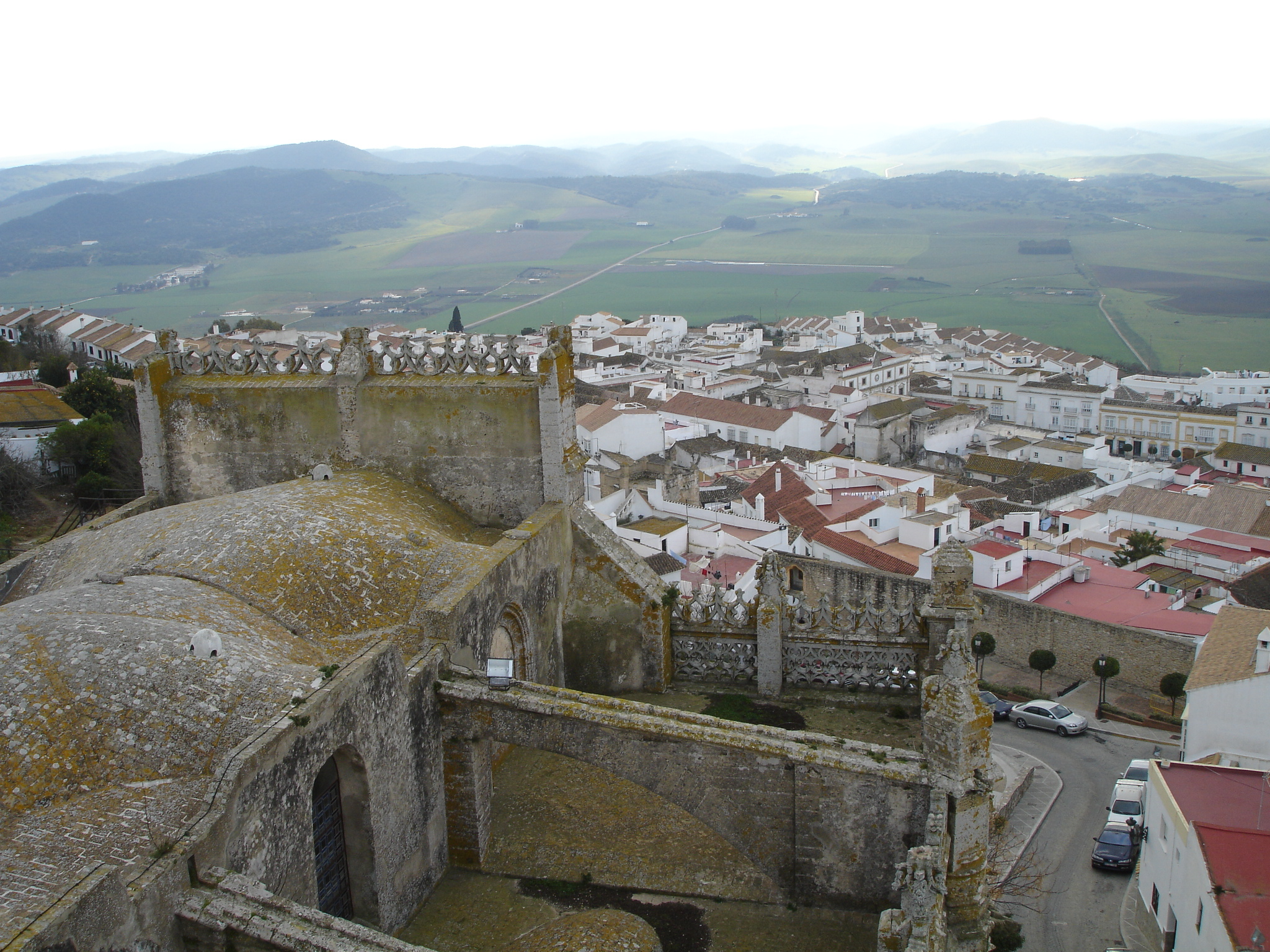
Vista desde el campanario de la iglesia.

Consta de tres naves con alzado y ensanche en la central, así como en el crucero y en la capilla mayor, que se cubre con una bóveda plateresca finamente labrada. Sin fuentes documentales muy precisas, se atribuyen a Francisco Rodríguez Cumplido sus trazas y primeras direcciones de obra, al que seguirían arquitectos y maestros mayores como Ginés Martín de Aranda y Bartolomé Sánchez, entre otros artistas, en general asociados a los círculos constructivos de Sevilla y Jerez de la Frontera.
La estructura gótica de la iglesia se manifiesta claramente al exterior a través de la espléndida crestería superior, que oculta los arbotantes. los contrafuertes, y la fachada de los pies, de mediados del siglo XVI.

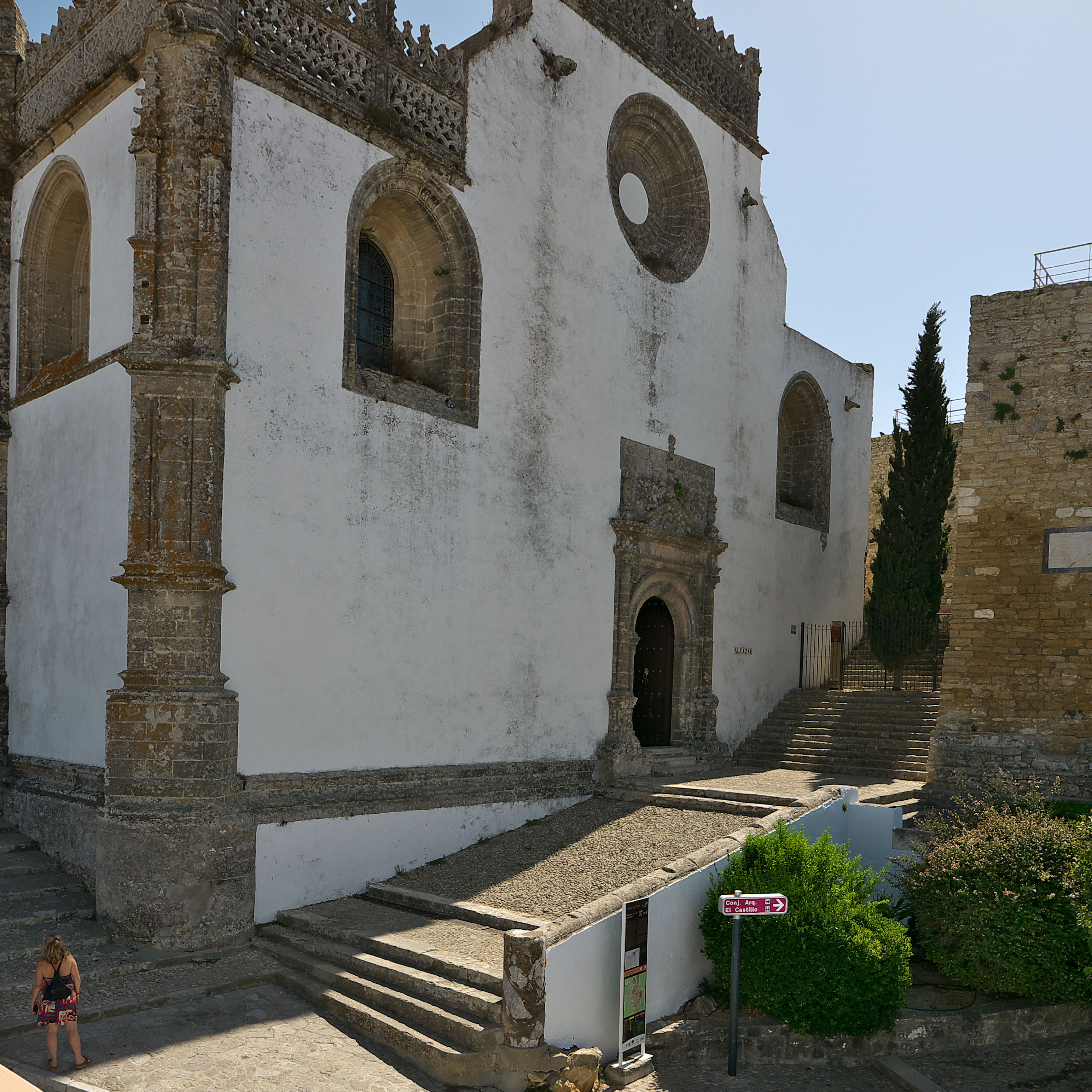
Fachada frontal.

La fachada frontal, correspondiendo a la organización interior de tres naves y aun siendo eminentemente plana, presenta un cuerpo central más alto (nave central) y dos cuerpos laterales y simétricos, más bajos. Es una fachada con predominio de elementos ciegos, rematada por una importante crestería de piedra calada. En la zona central se distingue: la portada principal, de estilo plateresco, de cantería, pequeña y muy elegante y en la parte superior un gran rosetón con elementos labrados de cantería. Las jambas de las ventanas se resuelven con recercados de pilarcillos o baquetones de cantería.
La portada lateral, de estilo herreriano, se compone de dos cuerpos con superposición de órdenes; siendo el inferior de columnas pareadas de tipo dórico, enmarcando el arco de la puerta y dejando entre ellas espacio para decoración de estatuas; y el superior de dos columnas de orden jónico sosteniendo un frontón triangular con imagen de mármol de su titular, Santa María Coronada.
La torre, con más de 40 metros de altura, se adosa a la fachada norte en el ángulo que forma esta con el claustro, y se compone de tres cuerpos, coronado el último de templete y cúpula. Se terminó en 1623 y su sobrio estilo escurialense se atribuye a Agustín de Argüello, Maestro Mayor de las fábricas de Medina Sidonia y Vejer de la Frontera, donde trabajaba hacia el año 1596.

### Interior

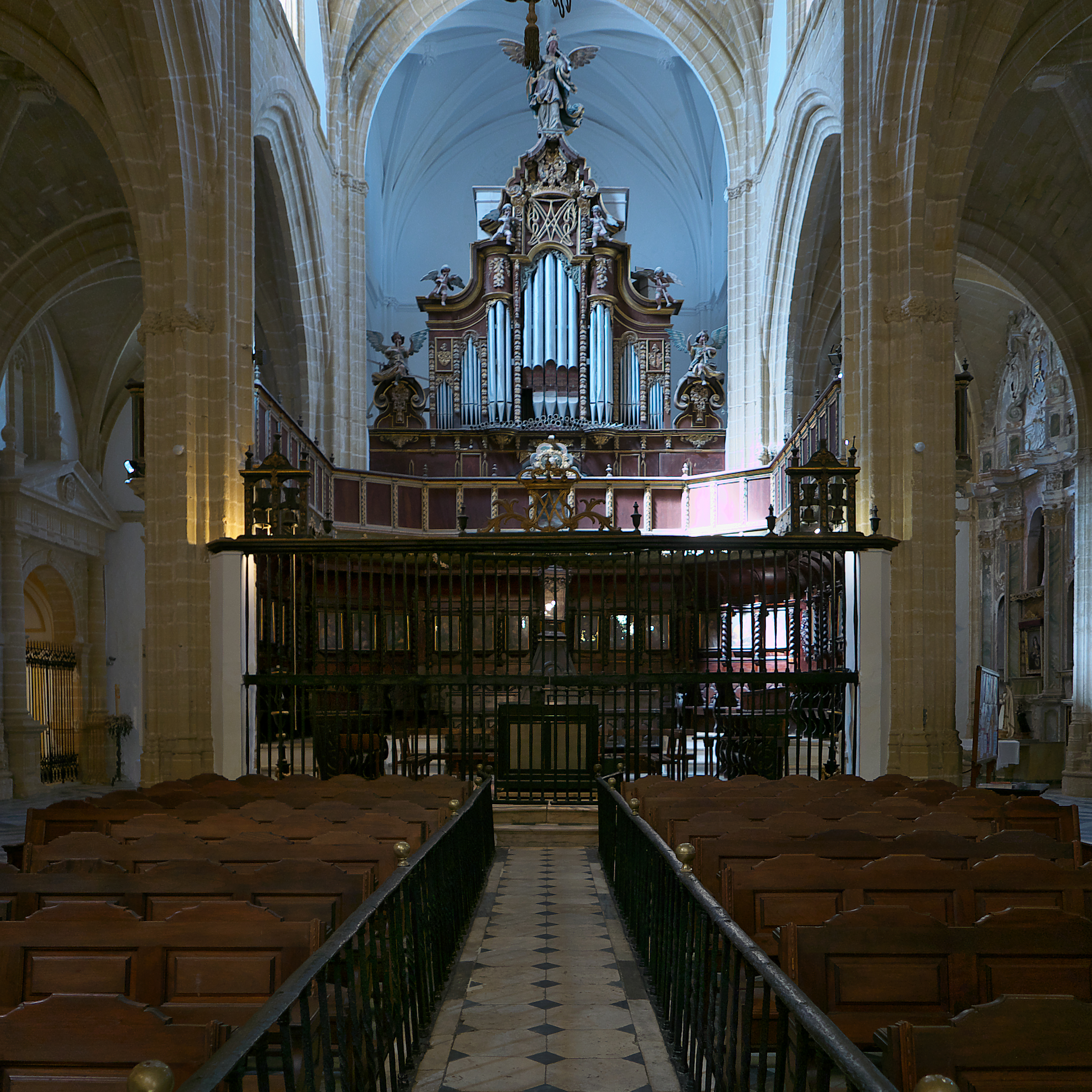
Coro y órgano.

Interiormente cuenta con el clásico coro que se disponía en todas las iglesias importantes, este con basamento de piedra sobre el que se asienta una doble sillería de cedro y caoba, que tal como se conserva hoy, es obra de Juan de Gatica, inaugurada en 1732, sustituyendo a otra anterior que se conserva en la parroquia de Santiago.
La capilla bautismal, de bella bóveda estrellada renacentista, conserva una pila de alabastro con inscripción del obispo Oliverio Carafa, que dirigió la diócesis entre 1501 y 1509.

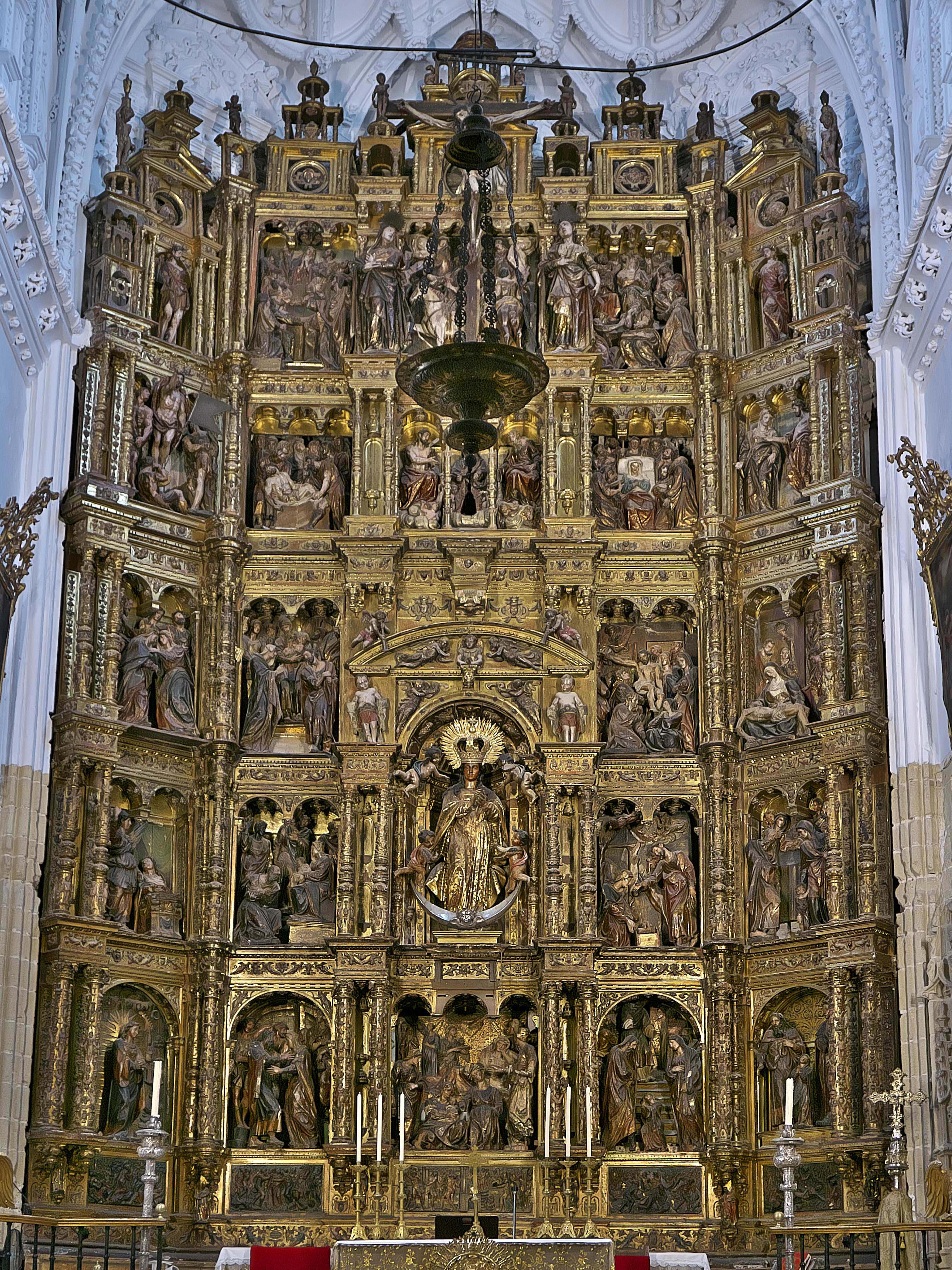
Retablo Mayor.

El retablo mayor de esta iglesia se considera el mejor de toda la diócesis gaditana.[cita requerida] Se trata de una monumental y minuciosa obra de talla dorada y policromada, obra de varios autores entre los que destacan Roque Balduque (1559), Juan Bautista Vázquez el Viejo (1575) y el decorador Miguel Vallés (1584). Con 15 metros de altura y 6,80 metros de ancho, sus 168 imágenes, de ellas 80 de cuerpo entero, representan los principales misterios de Jesús y de la virgen María, que preside en su Coronación el centro de esta magnífica obra de imaginería religiosa.
Entre su rico patrimonio se encuentra, además, una talla del Cristo del Perdón, obra de Pedro Roldán; la tabla de Ntra. Sra. de la Antigua, y la cruz procesional de plata, ambas del siglo XVI.

### Claustro

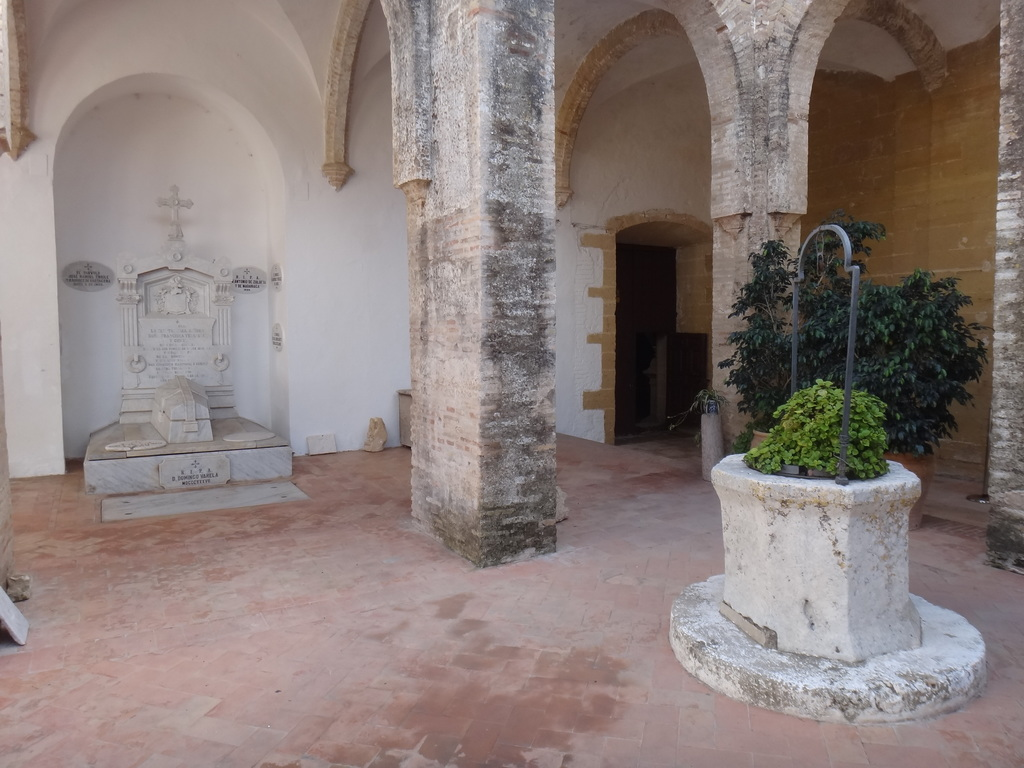
Claustro.

El claustro es de planta rectangular, donde dos de sus lados tienen cuatro vanos y los otros dos, tres. Tiene una única planta; está adosado a la fachada lateral izquierda del templo hacia la cabecera, y presenta una sola fachada a la plaza. 

## Conservación
Se han detectado múltiples goteras que han afectado la edificación.